# 미움이 끝날 때
《미움이 끝날 때》(The Little Kidnappers)는 캐나다, 미국에서 제작된 도널드 쉐비브 감독의 1990년 범죄, 드라마 텔레비전 영화이다. 찰톤 헤스톤 등이 주연으로 출연하였고 제임스 마겔로스 등이 제작에 참여하였다.
1903년 노바스코샤주를 배경으로 하는 Neil Paterson의 단편 스토리 Scotch Settlement에 기반을 둔 이 영화는 실제 노바스코샤주의 여러 지역에서 촬영되었다.

## 출연

### 주연
- 찰톤 헤스톤
- 브루스 그린우드
- 패트리시아 게이지
- 댄 맥도널드
- 레아 핀센트

### 조연
- 찰스 밀러

## 기타
- 원작자: 닐 패터슨
- 미술: 빌 브로디